# Arctosa lightfooti
Arctosa lightfooti este o specie de păianjeni din genul Arctosa, familia Lycosidae. A fost descrisă pentru prima dată de Purcell, 1903. Conform Catalogue of Life specia Arctosa lightfooti nu are subspecii cunoscute.